# Alima Mahama
Hajia Alima Mahama (Walewale, región noreste 17 de noviembre de 1957) es una política ganhesa, la primera mujer embajadora de Ghana en los Estados Unidos. Es abogada y desde enero de 2005 hasta enero de 2009 fue ministra de Asuntos de la Mujer y la Infancia en Ghana durante la presidencia de John Kufuor. También fue Ministra de Gobierno Local y Desarrollo Rural de Ghana, nombrada para el cargo por el presidente de Ghana, Nana Akuffo-Addo, del 10 de enero de 2017 al 7 de enero de 2021. Hajia Alima también fue diputada por la circunscripción de Nalerigu/Gambaga y miembro del Nuevo Partido Patriótico en el 7º Parlamento de la IV República.
Fue nombrada Embajadora de Ghana en los Estados Unidos de América en junio de 2021.

## Biografía
Alima Mahama cursó sus estudios secundarios superiores en la Wesley Girls Senior High School de Costa del Cabo. Continuó su educación en la Universidad de Ghana, donde obtuvo una licenciatura en Derecho y Sociología. En la Universidad Rutgers y la Universidad de Ottawa, realizó su posgrado en Políticas Públicas y Planificación y Administración del Desarrollo. También obtuvo un máster en Estudios del Desarrollo en el Instituto de Estudios Sociales de los Países Bajos. Hajia Mahama estudió en la Facultad de Derecho de Ghana y se colegió en 1982.

## Trayectoria política
Sirvió en el gobierno de John Agyekum Kufuor, primero como ministra de Asuntos de la Mujer y la Infancia, viceministra de Comercio e Industria y viceministra de Administración Local y Desarrollo Rural entre 2001 y 2008. Alima Mahama se presentó a las elecciones de 2016 por el Nuevo Partido Patriótico (NPP) y ganó con más del 53% de los votos en la circunscripción de Nalerigu/Gambaga.

## Otras actividades
- Clean Cooking Alliance, Miembro del Consejo de Liderazgo.[13]